# Campionat d'Europa de bàsquet masculí de 1975
L'edició XIX del Campionat d'Europa de bàsquet masculí se celebrà a Iugoslàvia del 7 al 15 de juny del 1975. El campionat es disputà en 4 seus (Split, Karlovac, Rijeka i Belgrad) i va comptar amb la participació de 12 seleccions nacionals.

## Grups
Els dotze equips participants foren dividits en tres grups de la forma següent:
| Grup A        | Grup B         | Grup C   |
| ------------- | -------------- | -------- |
| Itàlia        | Israel         | Bulgària |
| Iugoslàvia    | Polònia        | Grècia   |
| Països Baixos | Unió Soviètica | Romania  |
| Turquia       | Txecoslovàquia | Espanya  |

## Primera fase

### Grup A
| Equip         | J | G | P | T+  | T-  | DT  | PTS |
| ------------- | - | - | - | --- | --- | --- | --- |
| Iugoslàvia    | 3 | 3 | 0 | 277 | 210 | +67 | 6   |
| Itàlia        | 3 | 2 | 1 | 221 | 212 | +9  | 5   |
| Turquia       | 3 | 1 | 2 | 201 | 239 | -38 | 4   |
| Països Baixos | 3 | 0 | 3 | 204 | 242 | -38 | 3   |

#### Resultats[2]
| Data     | Partit     | Partit | Partit        | Resultat |
| -------- | ---------- | ------ | ------------- | -------- |
| 07.06.75 | Itàlia     | -      | Turquia       | 83-65    |
| 07.06.75 | Iugoslàvia | -      | Països Baixos | 102-76   |
| 08.06.75 | Itàlia     | -      | Països Baixos | 69-64    |
| 08.06.75 | Iugoslàvia | -      | Turquia       | 92-65    |
| 09.06.75 | Turquia    | -      | Països Baixos | 71-64    |
| 09.06.75 | Iugoslàvia | -      | Itàlia        | 83-69    |

 Tots els partits es disputaren a Split 

### Grup B
| Equip          | J | G | P | T+  | T-  | DT  | PTS |
| -------------- | - | - | - | --- | --- | --- | --- |
| Unió Soviètica | 3 | 3 | 0 | 255 | 224 | +31 | 6   |
| Txecoslovàquia | 3 | 2 | 1 | 261 | 252 | +9  | 5   |
| Israel         | 3 | 1 | 2 | 246 | 255 | -9  | 4   |
| Polònia        | 3 | 0 | 3 | 232 | 263 | -31 | 3   |

#### Resultats
| Data     | Partit         | Partit | Partit         | Resultat |
| -------- | -------------- | ------ | -------------- | -------- |
| 07.06.75 | Txecoslovàquia | -      | Israel         | 86-85    |
| 07.06.75 | Unió Soviètica | -      | Polònia        | 79-72    |
| 08.06.75 | Txecoslovàquia | -      | Unió Soviètica | 81-91    |
| 08.06.75 | Israel         | -      | Polònia        | 90-84    |
| 09.06.75 | Unió Soviètica | -      | Israel         | 85-71    |
| 09.06.75 | Txecoslovàquia | -      | Polònia        | 94-76    |

Tots els partits es disputaren a Karlovac

### Grup C
| Equip     | J | G | P | T+  | T-  | DT  | PTS |
| --------- | - | - | - | --- | --- | --- | --- |
| ' Espanya | 3 | 3 | 0 | 270 | 203 | +67 | 6   |
| Bulgària  | 3 | 2 | 1 | 235 | 218 | +17 | 5   |
| Romania   | 3 | 1 | 2 | 199 | 237 | -38 | 4   |
| Grècia    | 3 | 0 | 3 | 195 | 241 | -46 | 3   |

#### Resultats
| Data     | Partit   | Partit | Partit   | Resultat |
| -------- | -------- | ------ | -------- | -------- |
| 07.06.75 | Espanya  | -      | Bulgària | 85-74    |
| 07.06.75 | Grècia   | -      | Romania  | 61-71    |
| 08.06.75 | Espanya  | -      | Romania  | 96-66    |
| 08.06.75 | Bulgària | -      | Grècia   | 81-71    |
| 11.06.75 | Espanya  | -      | Grècia   | 89-63    |
| 11.06.75 | Romania  | -      | Bulgària | 62-80    |

Tots els partits es disputaren a Rijeka

## Fase final

### Grup de consolació
| Equip         | J | G | P | T+  | T-  | DT  | PTS |
| ------------- | - | - | - | --- | --- | --- | --- |
| Israel        | 5 | 5 | 0 | 478 | 422 | +56 | 10  |
| Polònia       | 5 | 3 | 2 | 416 | 387 | +29 | 8   |
| Turquia       | 5 | 3 | 2 | 379 | 396 | -17 | 8   |
| Països Baixos | 5 | 2 | 3 | 356 | 377 | -21 | 7   |
| Romania       | 5 | 1 | 5 | 408 | 428 | -20 | 6   |
| Grècia        | 5 | 1 | 4 | 345 | 372 | -27 | 6   |

#### Resultats
| Data     | Partit        | Partit | Partit        | Resultat |
| -------- | ------------- | ------ | ------------- | -------- |
| 11.06.75 | Israel        | -      | Països Baixos | 81-80    |
| 11.06.75 | Turquia       | -      | Polònia       | 86-77    |
| 12.06.75 | Turquia       | -      | Israel        | 77-101   |
| 12.06.75 | Grècia        | -      | Polònia       | 79-74    |
| 13.06.75 | Països Baixos | -      | Grècia        | 66-65    |
| 13.06.75 | Romania       | -      | Polònia       | 81-82    |
| 14.06.75 | Romania       | -      | Països Baixos | 74-80    |
| 14.06.75 | Israel        | -      | Grècia        | 87-76    |
| 14.06.75 | Turquia       | -      | Polònia       | 71-90    |
| 15.06.75 | Turquia       | -      | Grècia        | 74-64    |
| 15.06.75 | Polònia       | -      | Països Baixos | 86-66    |
| 15.06.75 | Bèlgica       | -      | Romania       | 119-105  |

### Grup final
| Equip          | J | G | P | T+  | T-  | DT  | PTS |
| -------------- | - | - | - | --- | --- | --- | --- |
| Iugoslàvia     | 5 | 5 | 0 | 460 | 373 | +87 | 10  |
| Unió Soviètica | 5 | 4 | 1 | 432 | 395 | +37 | 9   |
| Itàlia         | 5 | 2 | 3 | 381 | 364 | +17 | 7   |
| Espanya        | 5 | 2 | 3 | 397 | 422 | -25 | 7   |
| Bulgària       | 5 | 1 | 4 | 386 | 444 | -58 | 6   |
| Txecoslovàquia | 5 | 1 | 4 | 358 | 416 | -58 | 6   |

#### Resultats
| Data     | Partit         | Partit | Partit         | Resultat |
| -------- | -------------- | ------ | -------------- | -------- |
| 11.06.75 | Bulgària       | -      | Txecoslovàquia | 86-70    |
| 11.06.75 | Espanya        | -      | Iugoslàvia     | 76-98    |
| 12.06.75 | Unió Soviètica | -      | Itàlia         | 69-65    |
| 12.06.75 | Iugoslàvia     | -      | Txecoslovàquia | 84-68    |
| 13.06.75 | Itàlia         | -      | Espanya        | 89-69    |
| 13.06.75 | Unió Soviètica | -      | Bulgària       | 94-79    |
| 14.06.75 | Itàlia         | -      | Txecoslovàquia | 68-72    |
| 14.06.75 | Unió Soviètica | -      | Espanya        | 94-80    |
| 14.06.75 | Bulgària       | -      | Iugoslàvia     | 76-105   |
| 15.06.75 | Espanya        | -      | Txecoslovàquia | 87-67    |
| 15.06.75 | Itàlia         | -      | Bulgària       | 90-71    |
| 15.06.75 | Iugoslàvia     | -      | Unió Soviètica | 90-84    |

 Tots els partits es disputaren a Belgrad

## Medaller
|            |                |        |
| Iugoslàvia | Unió Soviètica | Itàlia |

## Classificació final[3]
| 1. - Iugoslàvia     |
| 2. - Unió Soviètica |
| 3. - Itàlia         |
| 4. - Espanya        |
| 5. - Bulgària       |
| 6. - Txecoslovàquia |
| 7. - Israel         |
| 8. - Polònia        |
| 9. - Turquia        |
| 10. - Països Baixos |
| 11. - Romania       |
| 12. - Grècia        |

## Trofeus individuals

### Millor jugador (MVP)[4]
| MVP                       |
| Iugoslàvia Krešimir Ćosić |

### Màxims anotadors del campionat
|   | Jugador                     | Punts per partit | Punts | Partits jugats |
| - | --------------------------- | ---------------- | ----- | -------------- |
| 1 | Bulgària Atanas Golomeev    | 26,4             | 162   | 7              |
| 2 | Unió Soviètica Sergei Belov | 23,7             | 136   | 6              |
| 3 | Espanya Wayne Brabender     | 21,6             | 151   | 7              |
| 4 | Polònia Edward Jurkiewicz   | 20,0             | 160   | 8              |
| 5 | Israel Mickey Berkowitz     | 20,0             | 100   | 5              |

## Plantilla dels 4 primers classificats
Medalla d'or: Iugoslàvia Krešimir Ćosić, Drazen Dalipagic, Mirza Delibašić, Dragan Kićanović, Zoran Slavnic, Nikola Plecas, Zeljko Jerkov, Vinko Jelovac, Damir Solman, Rato Tvrdic, Rajko Zizic, Dragan Kapicic (Entrenador: Mirko Novosel)
Medalla d'argent: Unió Soviètica Sergei Belov, Alexander Belov, Ivan Edeshko, Alzhan Zharmukhamedov, Mikhail Korkia, Aleksandr Sidjakin, Valeri Miloserdov, Jurij Pavlov, Aleksander Boloshev, Aleksander Salnikov, Vladimir Zhigili, Aleksander Bolshakov (Entrenador: Vladimir Kondrašin)
Medalla de bronze: Itàlia Dino Meneghin, Pierluigi Marzorati, Carlo Recalcati, Renzo Bariviera, Renato Villalta, Ivan Bisson, Lorenzo Carraro, Fabrizio Della Fiori, Marino Zanatta, Gianni Bertolotti, Giulio Iellini, Vittorio Ferracini (Entrenador: Giancarlo Primo)
Quart lloc: Espanya Juan Antonio Corbalán, Wayne Brabender, Clifford Luyk, Rafael Rullán, Luis Miguel Santillana, Manuel Flores, Carmelo Cabrera, Cristobal Rodríguez, Jesús Iradier, Miguel López Abril, Joan Filbà, Miguel Ángel Estrada (Entrenador: Antonio Diaz Miguel)